# Isabel de Villena
Isabel de Villena (asi 1430 – 1490, Valencie) byla nemanželskou dcerou Enriqua de Villena a neznámé šlechtičny, která se stala abatyší Královského kláštera Nejsvětější Trojice ve Valencii. Jako první významná ženská autorka, která psala v katalánštině, vytvořila řadu náboženských traktátů. Jejím nejslavnějším dílem bylo Vita Christi (Kristův život). Isabel byla také protofeministkou, která se prostřednictvím svých spisů snažila změnit negativní obraz žen své doby.

## Život
Isabel, rodným jménem Elionor de Villena, se narodila roku 1430. Byla nemanželskou dcerou Enriqua de Villena, aristokrata a spisovatele, který byl příbuzný s kastilskou a aragonskou královskou linií, a neznámé šlechtičny. Od svých čtyř let byla vychovávána královnou Marií Kastilskou ve Valencii. Žila na dvoře Alfonse V. Aragonského (Velikodušného) a vzdělávána byla tamtéž až do roku 1445, kdy vstoupila do kláštera La Trinitat. Bylo jí patnáct let. Tento klášter, La Trinitat, byl založen královnou Marií de Luna, která byla také jeho hlavní mecenáškou. Isabel byla zvolena abatyší kláštera v roce 1462 a svého úřadu se ujala v roce 1463.
Podle Rosanny Cantavelly, badatelky, která se Isabele de Villena důkladně věnovala, se povídalo, že k jejímu zvolení abatyší musel zasáhnout archanděl Michael. To proto, že jako nemanželské dítě by za normálních okolností nebyla na takovou pozici způsobilá. Přesto byla Isabel zvolena.
Isabel byla schopnou abatyší, která zaváděla ekonomická opatření ke zlepšení kláštera, nad nímž měla dohled. Svůj život zasvětila klášteru a psaní. Zemřela roku 1490 ve věku 60 let. Předpokládá se, že zemřela během epidemie moru.

## Tvorba
Isabel byla nejen abatyší, ale i spisovatelkou. Jejím nejznámějším dílem je Vita Christi. Toto dílo je považováno za odpověď na misogynní knihu Spill o Llibre de les dones („Zrcadlo nebo Kniha o ženách“) od Jaume Roiga z roku 1459. Vita Christi vyjadřuje feministické přesvědčení Isabely de Villena. Jaume Roig, který byl lékařem královny Marie a kláštera La Trinitat, Isabel pravděpodobně znal.
Vita Christi je dílo zbožné literatury, jehož cílem bylo přivést čtenáře k identifikaci s Kristovými zážitky a utrpením. Tento druh literatury byl populární od 13. do 16. století v západní Evropě. Zatímco většina těchto děl byla psána v latině, Isabel zvolila vernakulární jazyk – valencijštinu a katalánštinu. Napsala svou verzi Kristova života pro jeptišky svého kláštera. Dílo bylo publikováno po její smrti roku 1490 a vytištěno roku 1497 její neteří, královnou Isabelou I. Kastilskou.
Co odlišuje Vita Christi Isabel de Villena od jiných děl podobného typu, je zaměření na ženy v Kristově životě, včetně jeho matky Marie a Marie Magdalény. Vita Christi začíná Narozením Panny Marie a končí jejím Nanebevzetím. Setkání andělů s Pannou Marií a její sestrou Alžbětou je v díle Isabel rozpracováno mnohem více než v dílech mužských autorů. Maria má také rozhovory s alegorickými postavami Pilnosti a Lásky, což připomíná filozofickou rétoriku autorů, jako byl Boëthius v jeho Útěše z filozofie. Z celkových 37 500 veršů je Kristovi věnováno jen asi 4 000, zatímco ženy kolem něj, zejména jeho matka, mají mnohem větší prostor.
Lesley K. Twomey, další odbornice na Isabel de Villena, upozorňuje, že na rozdíl od jiných autorek té doby se Isabel neponižovala ani nezdůrazňovala svou nehodnost. Její tón byl naopak autoritativní a sebevědomý. To je další důkaz feministických ideálů Isabel. Na rozdíl od mužských autorů své doby měla ženy ve velké úctě. Podle Montserrata Piery to vyjádřila obhajobou obecně odsuzovaných ženských postav, jako byly Eva a Marie Magdaléna, a také prostřednictvím samotné postavy Ježíše Krista.

## Moderní zájem
Díla Isabel de Villena byla dlouho poměrně opomíjena, zejména kvůli jazyku, v němž byla psána, a jejímu pohlaví. Isabel psala ve valencijštině, která nebyla v dřívějších dobách předmětem velkého zájmu hispánských badatelů. Díky nárůstu feministických studií však byla její tvorba znovu objevena a podrobněji zkoumána. Dnes je Vita Christi považováno za jedno z nejpozoruhodnějších raných feministických děl. Isabel je srovnávána s další protofeministickou autorkou raného novověku, Christine de Pisan. Studium žen-spisovatelek, jako byla Isabel de Villena a Christine de Pizan, vedlo badatele k závěru, že psaní bylo způsobem, jak ženy překonávaly ticho, které jim bylo vnucováno muži, přestože od toho byly velmi zrazovány.
Další výzkum se nyní zaměřuje na ostatní díla Isabel de Villena, z nichž ne všechna se přes uplynulých šest století dochovala.